# Richard Anderson
Richard Norman Anderson (ur. 8 sierpnia 1926 w Long Branch, zm. 31 sierpnia 2017 w Beverly Hills) – amerykański aktor filmowy i telewizyjny.

## Życiorys
Urodził się w Long Branch w New Jersey jako syn Olgi (z domu Lurie) i Harry’ego Andersona. Służył w United States Army. Uczył się aktorstwa w Actors Laboratory w Los Angeles.
Zadebiutował w ekranizacji powieści Johna Steinbecka Perła (La perla, 1947) z Pedrem Armendárizem. Wkrótce zagrał postać Jeffa Jacksona, zastępcę szeryfa w westernie The Vanishing Westerner (1950). W sitcomie ABC Mama Rosa (1950) odtwarzał syna głównej bohaterki, grając też u boku Beverly Garland.
Wystąpił w roli Oscara Goldmana, szefa Steve’a Austina (Lee Majors) i Jaime Sommers (Lindsay Wagner) w dwóch serialach The Six Million Dollar Man (1974) i The Bionic Woman (1978).
Grywał też gościnnie w serialach telewizyjnych, takich jak Zorro (1957–1959), Niebezpieczne ujęcia (1984–1985), Statek miłości (1979), Ironside (1967–1975), Columbo (1971), Aniołki Charliego (1981), Remington Steele (1983) czy Drużyna A (1985). Od 1964 do 1966 wystąpił w 23 odcinkach serialu poświęconego przygodom detektywa Perry’ego Masona. W latach 1986–1987 zagrał senatora Bucka Fallmonta w 9 odcinkach opery mydlanej ABC Dynastia.

## Życie prywatne
22 stycznia 1955 zawarł związek małżeński z Carol Lee Stuart, córką aktora Alana Ladda, z którą rozwiódł się w 1956. 30 października 1961 ożenił się z Katharine Thalberg, z którą miał trzy córki: Ashley (ur. 1962), Brooke Dominique (ur. 1964) i Devę Justine (ur. 1966). W 1973 rozwiódł się z drugą żoną.

## Filmografia
- 1950: The Magnificent Yankee jako Reynolds
- 1951: Missouri jako Dick Richardson
- 1951: Scaramouche jako Philippe de Valmorin
- 1953: I Love Melvin jako Harry Flack
- 1953: Ucieczka z Fortu Bravo jako porucznik Beecher
- 1954: Zdrada jako John
- 1955: Cała naprzód jako porucznik Jackson
- 1956: Zakazana planeta jako inżynier oficer Quinn
- 1957: Ścieżki chwały jako major Saint-Auban
- 1958: Długie, gorące lato jako Alan Stewart
- 1958–1959: Zorro jako Ricardo del Arno
- 1964: Siedem dni w maju jako pułkownik Ben Murdock
- 1967: Mission: Impossible jako sędzia
- 1970: Tora! Tora! Tora! jako kpt. John B. Earle
- 1970: Strzały w Dodge City jako Gregorio
- 1971: Columbo jako ofiara morderstwa, Bryce Chadwick
- 1985: Kane i Abel jako Alan Lloyd
- 1987: Hoover przeciw Kennedym jako Lyndon B. Johnson
- 1992: Gracz w roli samego siebie
- 1993–1997: Legendy Kung Fu jako narrator
- 1993: Gettysburg jako generał George G. Meade
- 1994: Szklana tarcza jako komandor Clarence Massey